# Mathieu Perget
Mathieu Perget (Montauban, 18 settembre 1984) è un ex ciclista su strada francese, professionista dal 2006 al 2012.

## Carriera
Dopo diverse vittorie e piazzamenti a livello internazionale nelle categorie giovanili e dilettanti, tra cui si segnalano il terzo posto tra gli Juniores ai Campionati del mondo 2001 di Lisbona ed il primo posto nella prova in linea dei Giochi del Mediterraneo 2005 di Almería, Perget diventa professionista nel 2006 con la formazione ProTour Caisse d'Epargne.
Tra il 2007 ed il 2009 partecipa a tre Giri d'Italia; nel 2009 ottiene anche buoni risultati nelle classifiche generali di alcune brevi corse a tappe: il 9º posto nella Route du Sud, il 7º posto nel Tour de l'Ain e soprattutto la vittoria nel Tour du Limousin, ottenuta grazie ad una fuga di 117 km nella 3ª tappa, vinta dal suo compagno di squadra e di fuga David Arroyo. Nel 2010 partecipa anche al suo primo e unico Tour de France.
Nel 2011 e nel 2012 gareggia per l'AG2R La Mondiale, ottenendo il 24º posto finale alla Vuelta a España 2011. Abbandonato il professionismo alla fine del 2012, nel 2013 partecipa a diverse gare in Marocco, vincendo anche il Tour du Maroc valido per il calendario Africa Tour. Nel 2015 gareggia infine per alcuni mesi con la formazione iraniana Pishgaman Giant.

## Palmarès
- 2005

Giochi del Mediterraneo, Prova in linea
- 2009

Classifica generale Tour du Limousin
- 2013

2ª tappa Tour du Maroc
Classifica generale Tour du Maroc

## Piazzamenti

### Grandi Giri
- Giro d'Italia

2007: 91º
2008: 112º
2009: 72º
2012: 53º
- Tour de France

2010: 64º
- Vuelta a España

2011: 24º